# L’Étang-Vergy
L’Étang-Vergy – miejscowość i gmina we Francji, w regionie Burgundia-Franche-Comté, w departamencie Côte-d’Or.
Według danych na rok 1990 gminę zamieszkiwało 150 osób, a gęstość zaludnienia wynosiła 57 osób/km² (wśród 2044 gmin Burgundii L’Étang-Vergy plasuje się na 761. miejscu pod względem liczby ludności, natomiast pod względem powierzchni na miejscu 1345.).